# Desiree la grande insaziabile
Desiree la grande insaziabile (Pretty Peaches) è un film pornografico statunitense del 1978 diretto da Alex de Renzy, considerato una delle pellicole migliori della cosiddetta "Golden Age of Porn". La protagonista è Desireé Cousteau che interpreta Peaches, descritta come "una donna spensierata che si tuffa allegramente nella vita senza preoccupazioni".
La trama del film è vagamente basata sul romanzo Candy di Terry Southern e Mason Hoffenberg, a sua volta ispirato al Candido di Voltaire.
Sebbene il film contenga scene di violenza sessuale, incluso uno stupro lesbico e un clistere forzato in un bagno pubblico (scena tagliata in molte versioni home video), l'atteggiamento ironico della pellicola tiene a bada la violenza che non sconfina mai nello sgradevole. Nel 1978, la Cousteau vinse il premio della Adult Film Association of America come "Miglior attrice" per la sua performance nel film.
Il successo del film generò due sequel, entrambi diretti da de Renzy: Pretty Peaches 2 (1988) e Pretty Peaches and the Quest (1991), senza però la partecipazione di Desireé Cousteau.

## Trama
La giovane Peaches ha un incidente d'auto dopo aver partecipato alle seconde nozze del padre e sviene. Due ragazzi la trovano ed essendo la ragazza incosciente, decidono di approfittarsi sessualmente di lei; per poi offrirle il proprio aiuto quando diventa evidente che la ragazza soffre di amnesia. Peaches decide di accettare di buon grado e continuare a sorridere attraverso tutte le sciocche situazioni e le circostanze assurde che i ragazzi escogitano.

## Distribuzione
- Blu-Pix (1978) (USA) (cinema)
- Astronics Tele-Cine (1980) (USA) (VHS)
- VCA Pictures (USA) (VHS)
- PBV (Brazil) (VHS)
- Alpha Blue Archives (USA) (VHS)
- Alpha Blue Archives (2006) (USA) (DVD)
- Vinegar Syndrome (2014) (USA) (video) (Blu-Ray/DVD combo) (edizione limitata)
- Vinegar Syndrome (2015) (USA) (DVD)